# 东瑞士大区
东瑞士大区（德語：Ostschweiz）是瑞士联邦的七个大区之一。根据瑞士联邦统计署的定义，瑞士东部地区由位于瑞士东北部和东南部的七个联邦州组成：格拉鲁斯州、沙夫豪森州、内阿彭策尔州、外阿彭策尔州、圣加仑州、格劳宾登州和图尔高州。
在欧盟设立的地域统计单位命名法中，东瑞士大区的范围与联邦统计署定义相同，为第二等级区划。